# 15. ceremonia wręczenia Złotych Globów
15. ceremonia wręczenia Złotych Globów odbyła się 22 lutego 1958 roku.

## Laureaci i nominowani
Laureaci nagród wyróżnieni są wytłuszczeniem

### Najlepszy film dramatyczny
- Most na rzece Kwai
- Dwunastu gniewnych ludzi
- Dziki jest wiatr
- Sayonara
- Świadek oskarżenia

### Najlepszy film komediowy lub musical
- Roztańczone dziewczyny
- Don’t Go Near the Water
- Jedwabne pończoszki
- Kumpel Joey
- Miłość po południu

### Najlepsza aktorka w filmie dramatycznym
- Joanne Woodward – Trzy oblicza Ewy
- Eva Marie Saint – Kapelusz pełen deszczu
- Marlene Dietrich – Świadek oskarżenia
- Anna Magnani – Dziki jest wiatr
- Deborah Kerr – Bóg jeden wie, panie Allison

### Najlepsza aktorka w filmie komediowym lub musicalu
- Kay Kendall i Taina Elg – Roztańczone dziewczyny
- Audrey Hepburn – Miłość po południu
- Cyd Charisse – Jedwabne pończoszki
- Jean Simmons – Ta noc

### Najlepszy aktor w filmie dramatycznym
- Alec Guinness – Most na rzece Kwai
- Anthony Franciosa – Kapelusz pełen deszczu
- Henry Fonda – Dwunastu gniewnych ludzi
- Charles Laughton – Świadek oskarżenia
- Marlon Brando – Sayonara

### Najlepszy aktor w filmie komediowym lub musicalu
- Frank Sinatra – Kumpel Joey
- Glenn Ford – Don’t Go Near the Water
- David Niven – My Man Godfrey
- Maurice Chevalier – Miłość po południu
- Tony Randall – Will Success Spoil Rock Hunter?

### Najlepsza aktorka drugoplanowa
- Elsa Lanchester – Świadek oskarżenia
- Heather Sears – The Story of Esther Costello
- Mildred Dunnock – Peyton Place
- Hope Lange – Peyton Place
- Miyoshi Umeki – Sayonara

### Najlepszy aktor drugoplanowy
- Red Buttons – Sayonara
- Ed Wynn – The Great Man
- Nigel Patrick – W poszukiwaniu deszczowego drzewa
- Sessue Hayakawa – Most na rzece Kwai
- Lee J. Cobb – Dwunastu gniewnych ludzi

### Najlepszy reżyser
- David Lean – Most na rzece Kwai
- Sidney Lumet – Dwunastu gniewnych ludzi
- Fred Zinnemann – Kapelusz pełen deszczu
- Billy Wilder – Świadek oskarżenia
- Joshua Logan – Sayonara

### Najlepszy film zagraniczny
- Wyznania hochsztaplera Feliksa Krulla
- Tizoc
- Kobieta w szlafroku
- Yellow Crow

### Najlepszy kobiecy debiut
- Sandra Dee
- Carolyn Jones
- Diane Varsi

### Najlepszy męski debiut
- James Garner
- John Saxon
- Patrick Wayne

### Film promujący międzynarodowe zrozumienie
- Szczęśliwa droga

### Nagroda Henrietty
- Tony Curtis
- Doris Day

### Nagroda im. Cecila B. DeMille’a
- Buddy Adler

### Nagroda specjalna
- Hugo Friedhofer
- Zsa Zsa Gabor
- Bob Hope
- Le Roy Prinze
- Jean Simmons

### Najlepsze osiągnięcie telewizyjne
- Jack Benny
- Eddie Fisher
- Alfred Hitchcock
- Mike Wallace